# 宋繼發
宋繼發（16世紀—17世紀），原名宋榮，字華之，號穀溪，山東登州府萊陽縣人，明朝政治人物。

## 生平
宋繼發是萬曆十三年舉人宋兆祥之子，萬曆三十二年進士宋繼登之弟，天啟七年舉人宋繼澄之兄；他在萬曆三十七年（1609年）中舉人，崇禎元年（1628年）与侄子宋琮同登戊辰科進士，獲授長洲知縣，次年因為父母去世回鄉。他個性孝友，樂善好施，也重視道義，縣民都感激他，死後諡號惠介，入祀鄉賢祠，又另立祠祭祀。

## 引用
1. 1 2  康熙《萊陽縣志·卷八·人物志》：宋兆祥 號翀寰……以子繼登貴……又以子繼發貴……子繼澄、孫琮、玟、瑚、璉暨曾孫俶等……繼發 字華之，登戊辰進士，令長洲，丁外艱歸。天性孝友，踈財好施，任俠重道義，里人多感之，卒諡惠介，祀鄉賢，又特祠祀焉。
2. ↑  康熙《萊陽縣志·卷六·貢舉志》：：萬曆……宋繼發 兆祥子，原名榮，己酉科（舉人），詳進士